# Chavonne
Chavonne település Franciaországban, Aisne megyében. Lakosainak száma 210 fő (2022. január 1.). Chavonne Cys-la-Commune, Ostel, Presles-et-Boves, Soupir és Vailly-sur-Aisne községekkel határos.

## Népesség
A település népességének változása:
| Lakosok száma | 129  | 150  | 153  | 187  | 200  | 204  | 205  | 206  | 207  | 210  |
|               | 1968 | 1982 | 1990 | 2006 | 2013 | 2015 | 2017 | 2019 | 2020 | 2022 |